# Фалк (шнява, 1705)
«Фалк», «Дефалк» или «Сокол» — парусная шнява Балтийского флота Русского царства, а затем бригантина шведского флота, участник Северной войны 1700—1721 годов. Шнява находилась в составе российского флота с 1705 по 1709 год, использовалась для крейсерских плаваний в Финском заливе, принимала участие в действиях флота у Котлина и Кроншлота. В 1709 году была захвачена шведами и включена в состав шведского флота.

## Описание шнявы
Одна из десяти 14-пушечных шняв типа «Мункер», построенных по проекту Петра I. Длина шнявы по сведениям из различных источников составляла от 21,94 до 22 метров, ширина от 5,6 до 5,63 метра, а осадка от 2,4 до 2,44 метра. Вооружение судна состояло из четырнадцати 3-фунтовых орудий, а экипаж из 70-и человек.
Парусное вооружение шняв типа «Мункер» было создано по чертежам И. Д. Кочета, при этом при вступлении в строй головное судно проекта «Мункер» было одним из самых быстроходных в составе российского флота.

## История

### В составе Российского флота
Шнява «Фалк» была заложена на стапеле Олонецкой верфи 1 (12) ноября 1704 года и строилась как губернаторская шнява. Строительство судна по чертежам Петра I вели кораблестроители П. Корнилисен и Я. Старн. 28 марта (8 апреля) 1705 года олонецкий губернатор И. Я. Яковлев писал князю А. Д. Меншикову:

Но особенно под именем тебе государь шняву убираем что прикажешь на гакаборте вырезать.— Письмо И. Я. Яковлева — А. Д. Меншикову от 28 марта (8 апреля) 1705 года с Олонецкой верфи
9 (20) апреля в его же письме А. Д. Меншикову сообщалось следующее:

На болшом фрегате и на шнавах окны зделаны и каюты накрыты и сторон выконопатя починают внутри делать что надлежит.— Письмо И. Я. Яковлева — А. Д. Меншикову от 9 (20) апреля 1705 года с Олонецкой верфи
В отчете Петру I 14 (25) апреля 1705 года И. Я. Яковлев писал следующее:

Также, государь, и шнавы к отделке идут и выконопачены, и каюты доделывают; на гакабортах и на окнах резба прибита...  И как вышеозначенные суды в одделке будут, и на воду, также и в Санктъпитербурх провадить, о сем просим твоего, государь, повеления.— Письмо И. Я. Яковлева — Петру I от 14 (25) апреля 1705 года с Олонецкой верфи
После спуска на воду 7 (18) июня 1705 года шнява вошла в состав Балтийского Флота России. В июне того же года судно ушло с верфи в Санкт-Петербург, а после к Кроншлоту, куда прибыло 19 (30) июля 1705 года, и где присоединилось к эскадре под командованием Корнелиуса Крюйса, оборонявшей Котлин от шведов.
Принимала участие в Северной войне 1700—1721 годов. С 1706 по 1708 год ежегодно с апреля по октябрь в составе эскадр выходила из Санкт-Петербурга к острову Котлин на Кронштадтский рейд для защиты острова и форта Кроншлот, а также для обучения экипажа. Периодически находилась в крейсерских плаваниях в Финском заливе.
В кампанию 1709 года как и в предыдущие годы в апреле перешла из Санкт-Петербурга на Кроншлотский рейд, откуда в мае под парламентерским флагом была направлена к острову Гогланд на поиски шведского флота для передачи в Швецию писем шведов из русского плена. 20 (31) мая шнява встретила эскадру под командованием адмирала Корнелиуса Анкаршерны и несмотря на парламентёрский флаг была взята в плен. Командир шнява капитан-поручик Б. Шмит вернулся из плена только 31 декабря 1719 (11 января 1720) года и «за многое в Швеции полонное терпение» произведён в капитаны 2-го ранга.

### В составе Шведского флота
После взятия в плен 20 (31) мая 1705 года была включена в состав шведского флота в качестве бригантины.

## Командиры шнявы
Командирами шнявы «Фалк» в составе российского флота в разное время служили:
- капитан П. И. Сиверс (1705—1706 годы)[18];
- капитан-поручик С. Шхон (1707 год))[19];
- капитан-поручик Б. Шмит (1709 год)[20].

### Комментарии
1. ↑  Также в серию входили шнявы «Мункер», «Сант-Яким», «Копорье», «Ямбург», «Дегас», «Лукс», «Снук», «Феникс» и «Роза»[1].
2. ↑  72 фута[2].
3. ↑  18 футов 6 дюймов[2].
4. ↑  8 футов[2].
5. ↑  Имеется ввиду фрегат «Олифант»[10].